# Vit axmalva
Vit axmalva (Sidalcea candida) är en malvaväxtart som beskrevs av Asa Gray. Enligt Catalogue of Life ingår Vit axmalva i släktet axmalvor och familjen malvaväxter, men enligt Dyntaxa är tillhörigheten istället släktet axmalvor och familjen malvaväxter. Arten förekommer tillfälligt i Sverige, men reproducerar sig inte. Utöver nominatformen finns också underarten S. c. glabrata.

## Bildgalleri

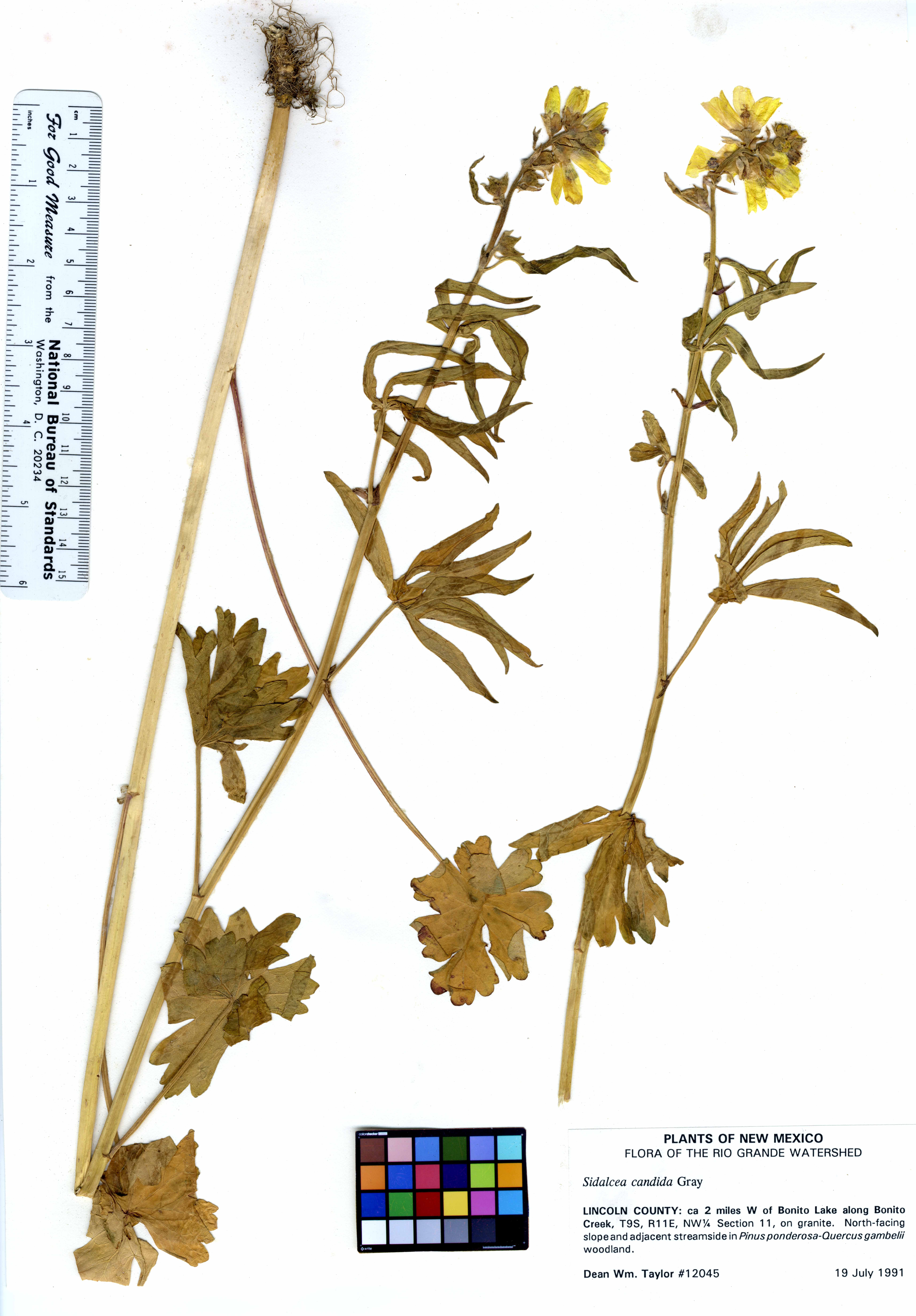
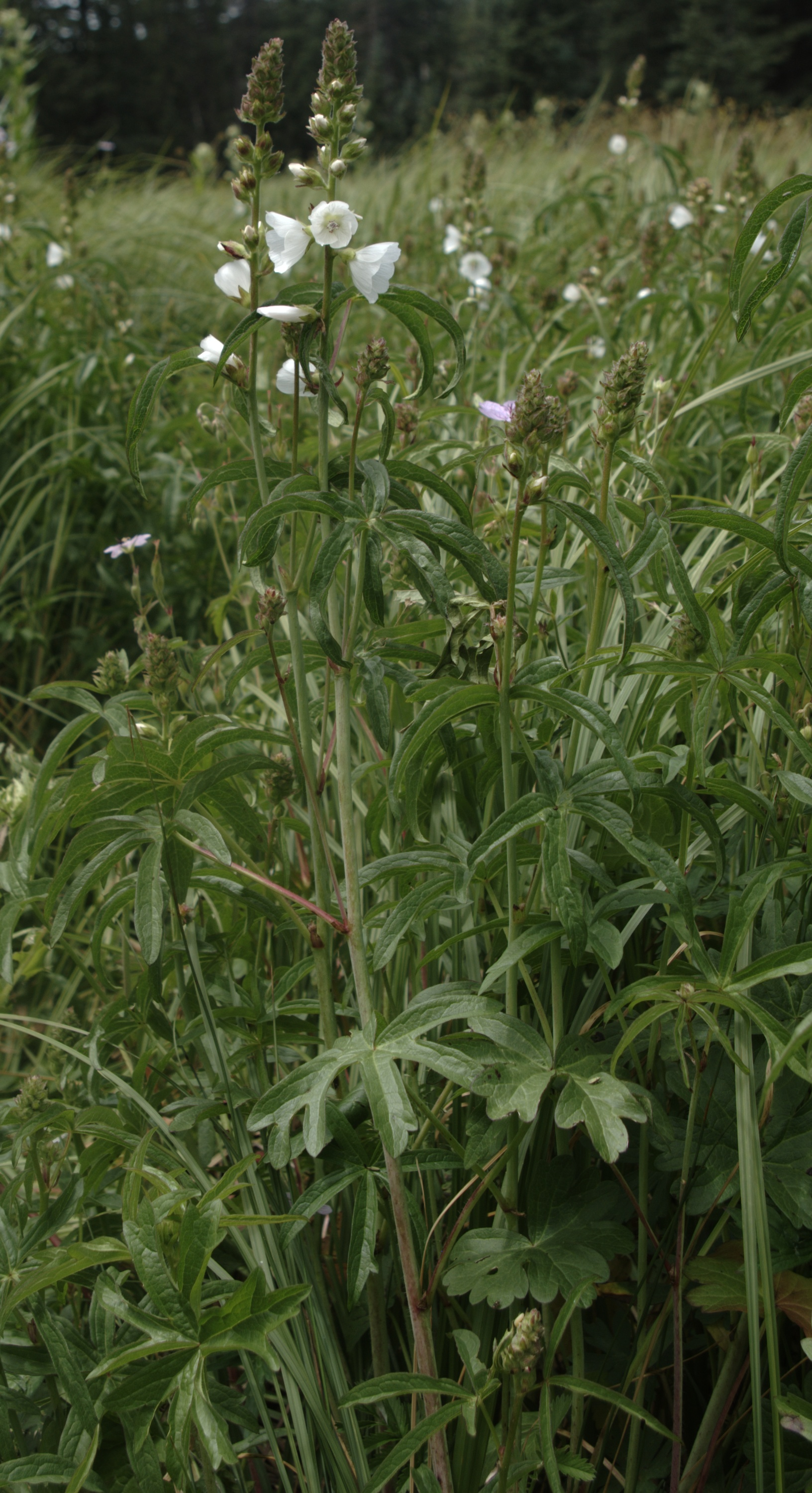
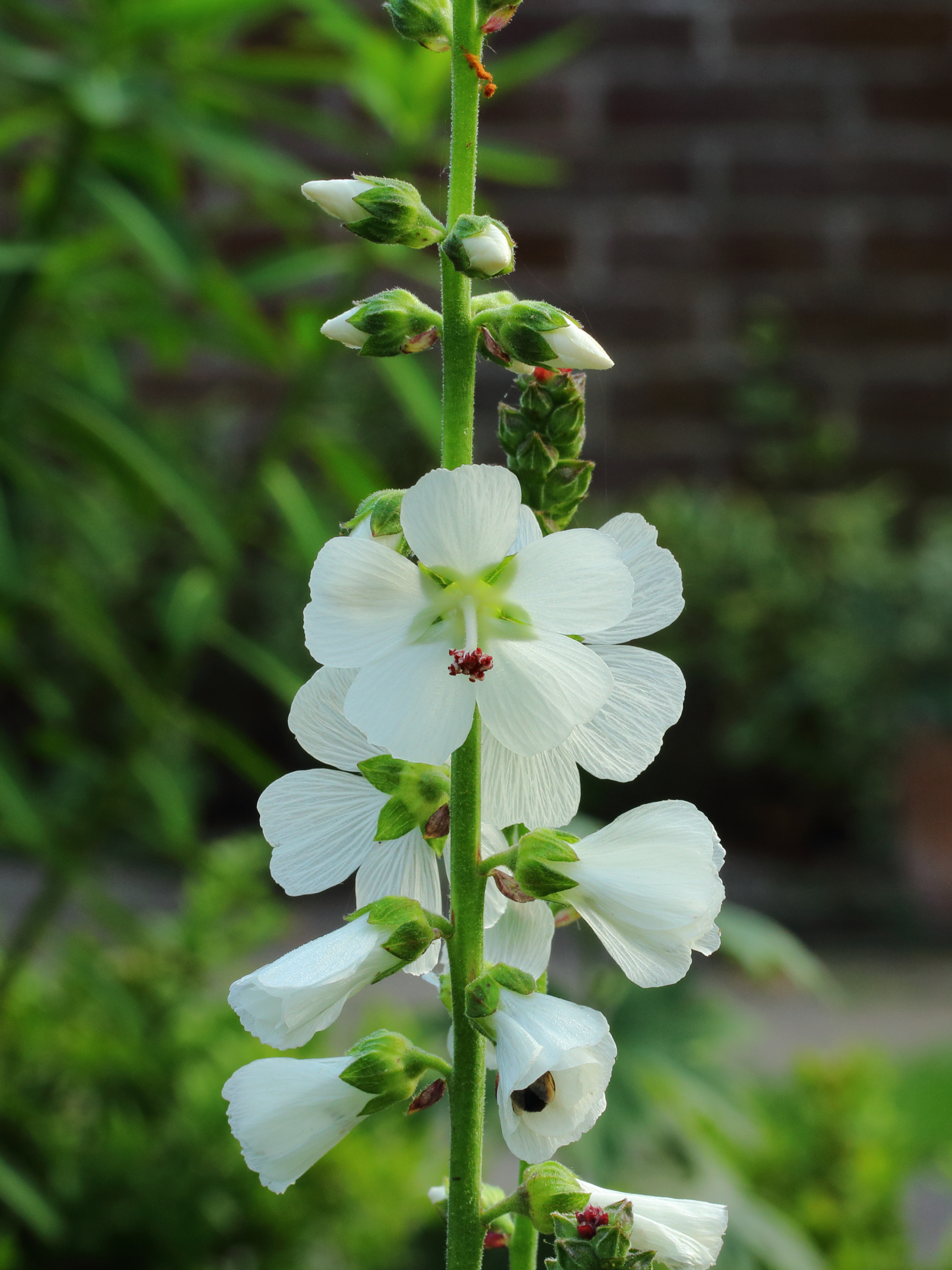